# جنگه
جنگه، روستایی از توابع بخش مرکزی شهرستان ایذه در استان خوزستان ایران است.مردم این روستا لر و از طایفه ممبینی هستند و با زبان زبان لری با گویش بختیاری صحبت میکنند.

## جمعیت
این روستا در دهستان سوسن شرقی قرار دارد و براساس سرشماری مرکز آمار ایران در سال ۱۳۸۵، جمعیت آن ۸۵۲ نفر (۱۲۴خانوار) بوده‌است.